# Завидів (Рівненський район)

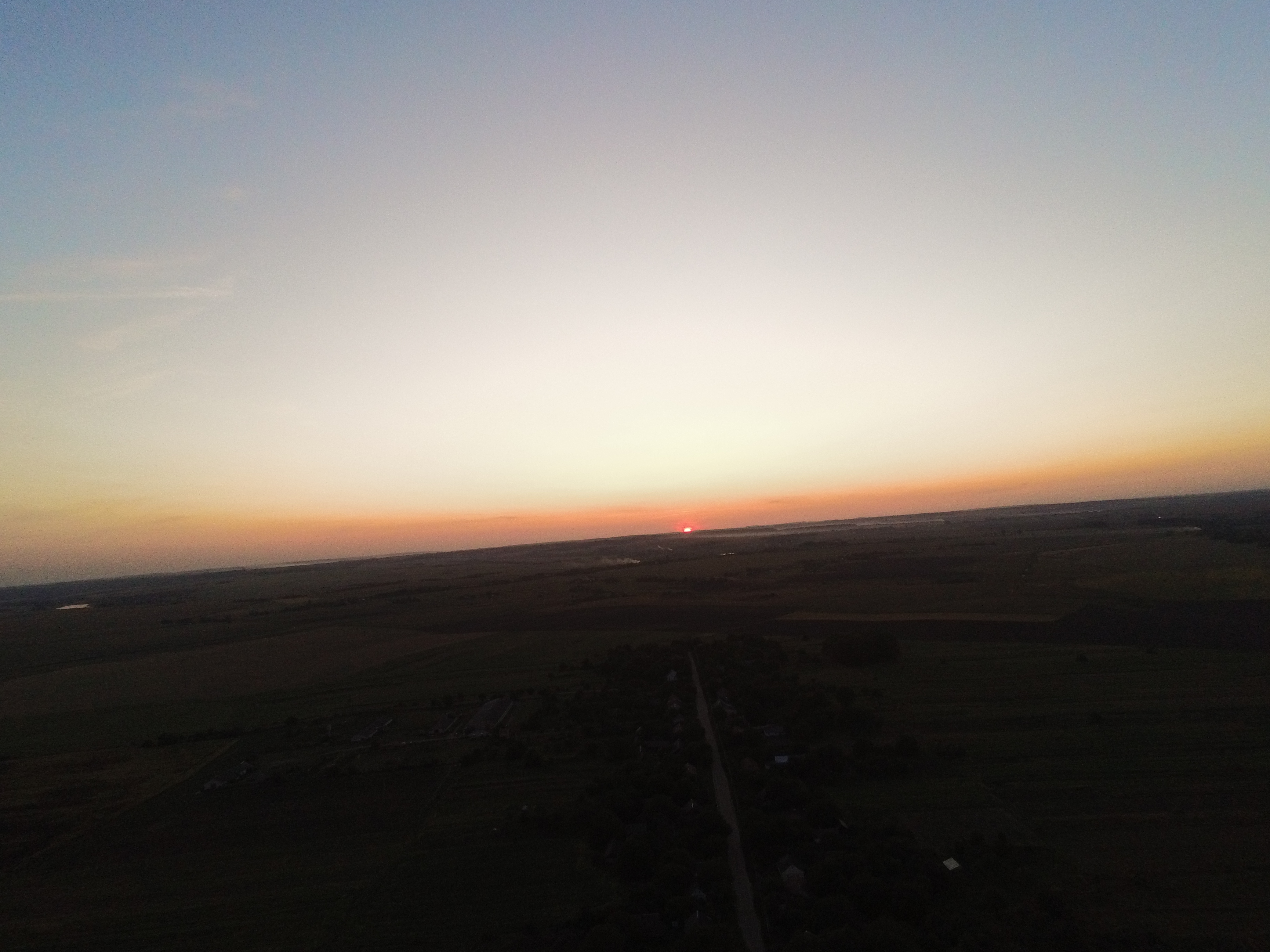

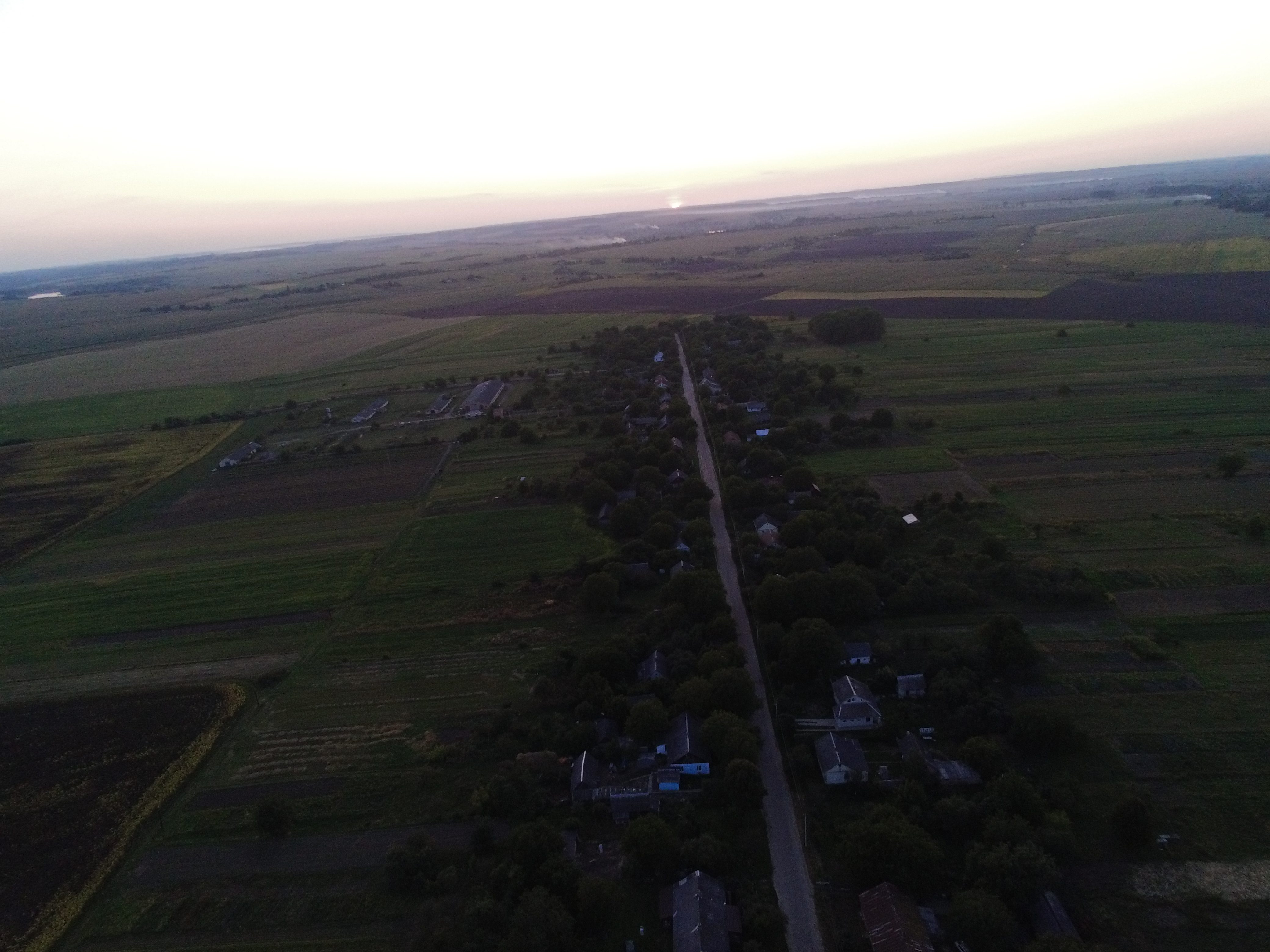

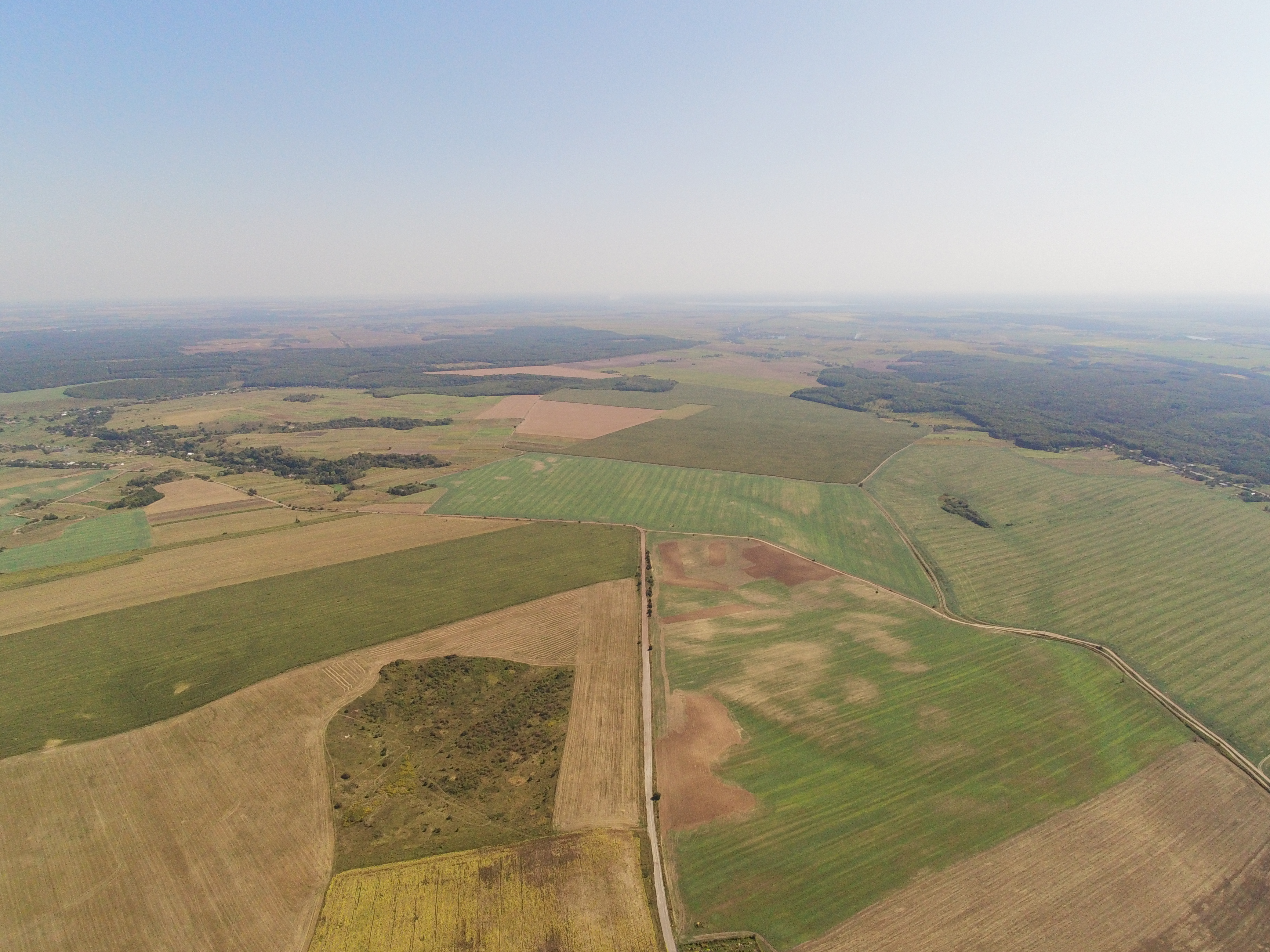

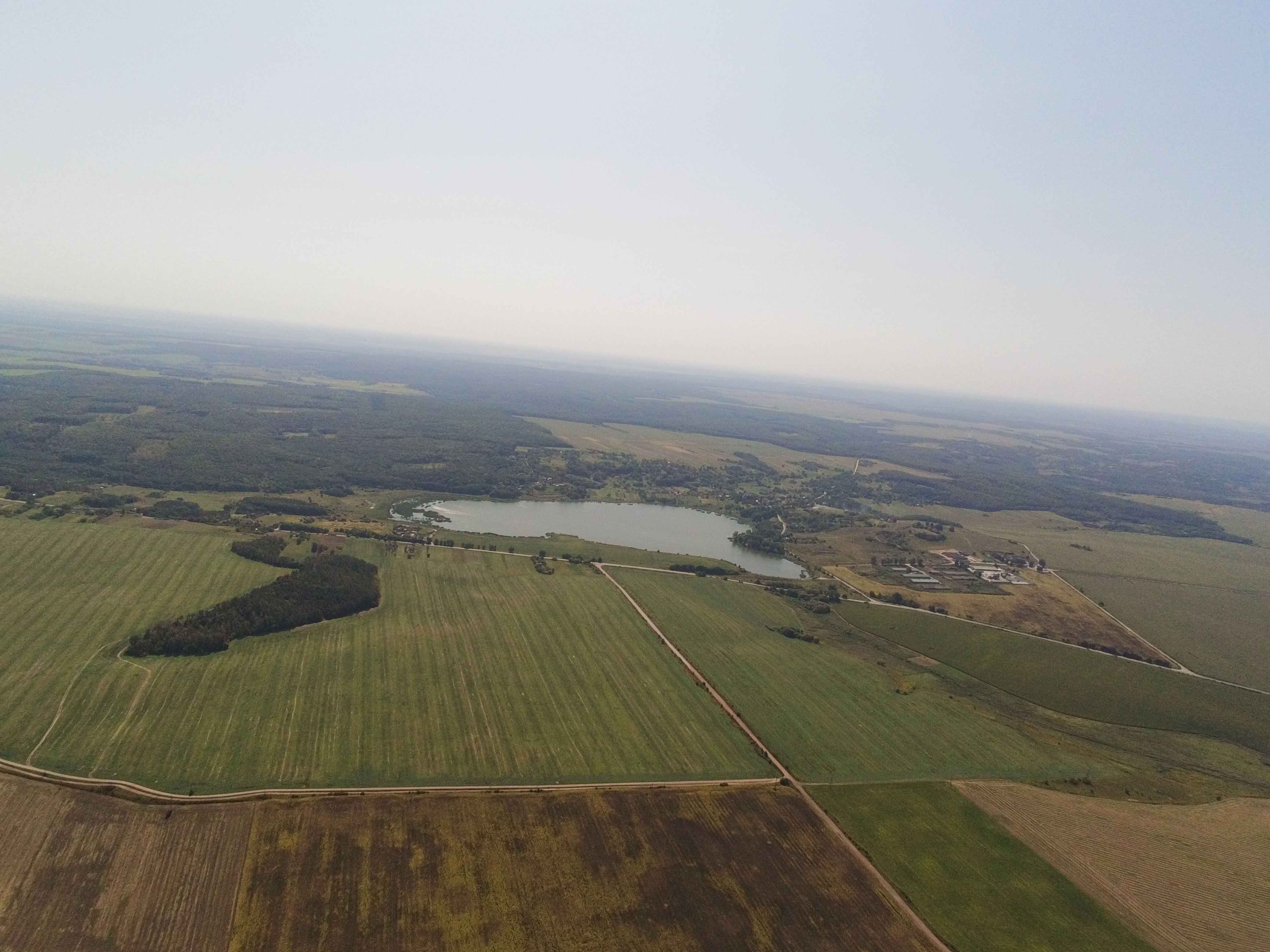

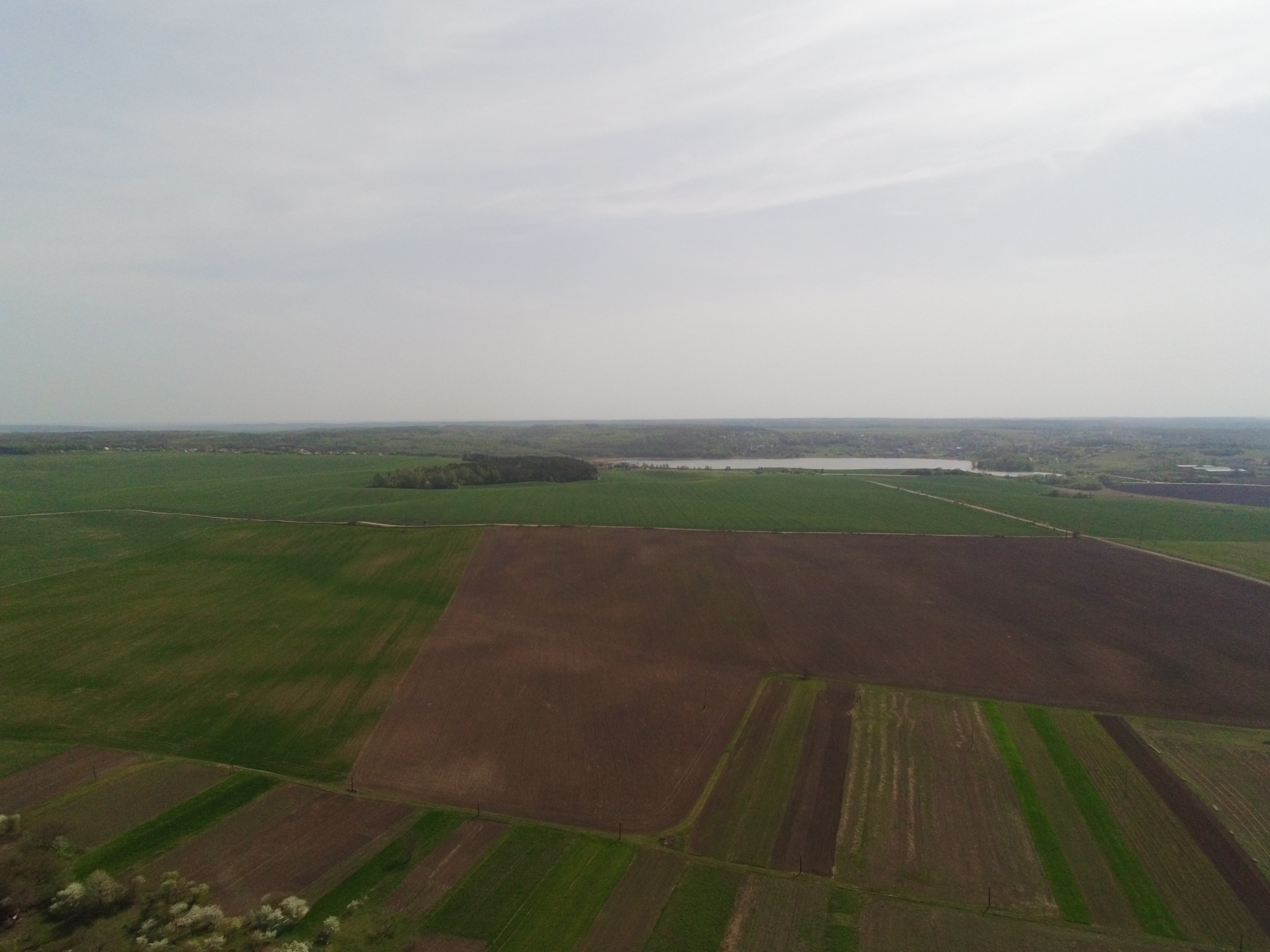

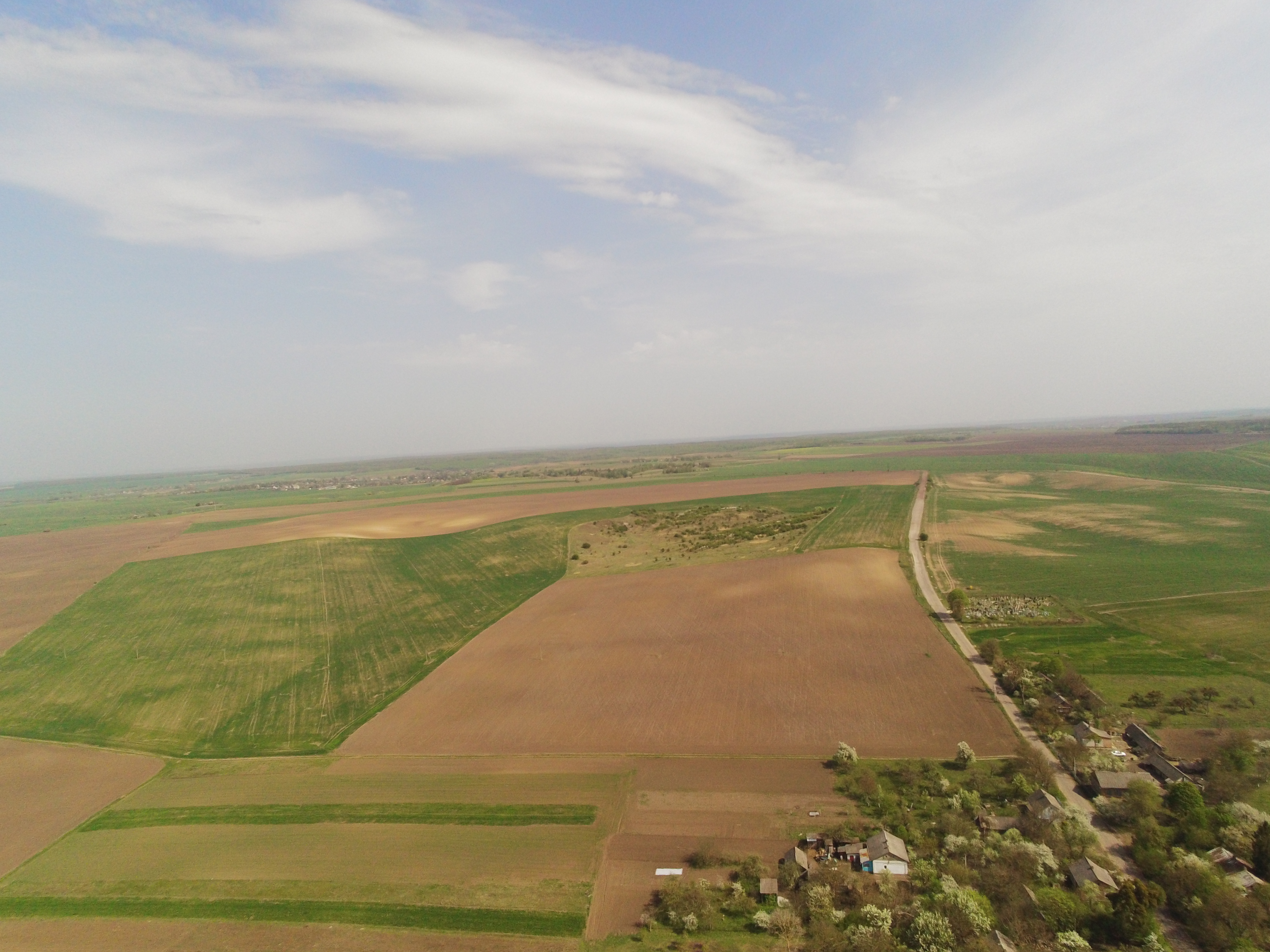

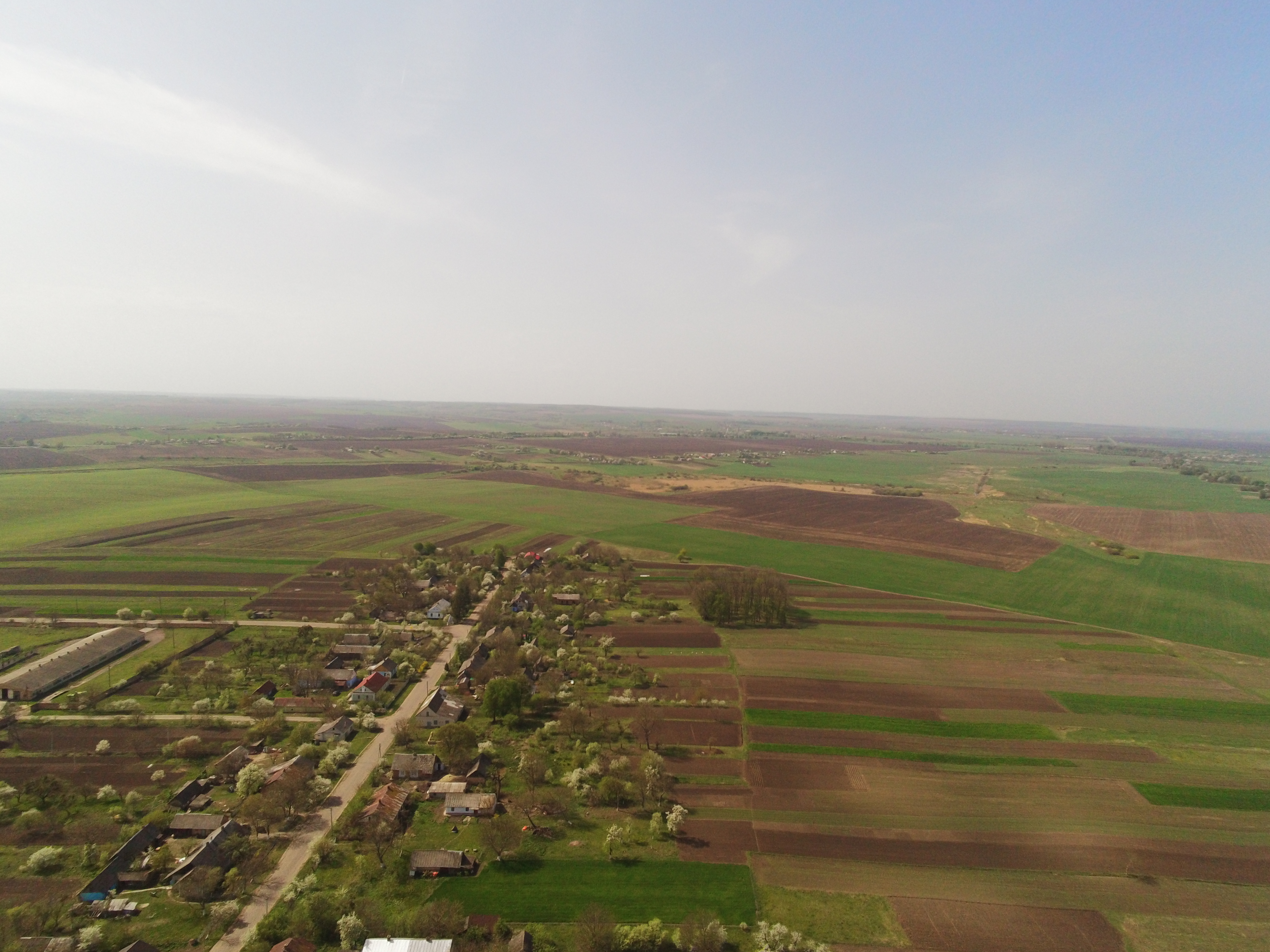

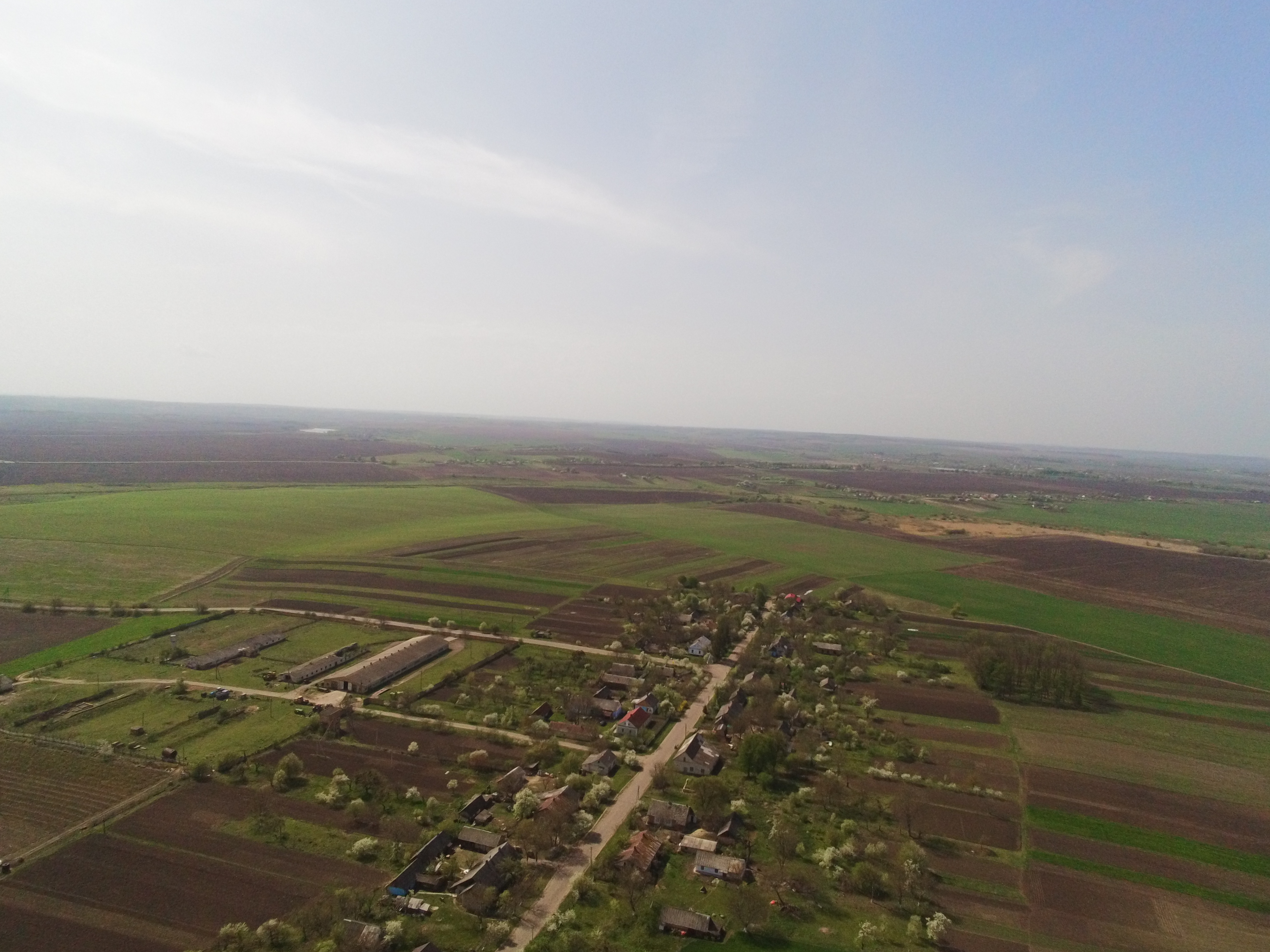

Зави́дів (до 1940-х років — Завидів Чеський) — село в Україні, в Рівненському районі Рівненської області. Населення становить 94 осіб.

## Історія
Заснований орієнтовно наприкінці ХІХ — поч. ХХ ст. переселенцями з Чехії («Волинськими чехами»), котрі проживали у ньому до 17 березня 1947 року, тобто до моменту репатріації на батьківщину. Слід відрізняти від Завидівських хуторів (раніше — також село Завидів) на території біля села Лючин Острозького (колишнього) району. Завидів (Завидів Чеський) є батьківщиною знаного чеського військовика, ветерана Другої світової війни Вацлава Кухінки (1925-2020), який провів у цьому населеному пункті свої дитинство та юність. У лютому 1944 року в Завидові дислокувався 315 окремий медико-санітарний батальйон 287 стрілецької дивізії  1-го Українського фронту Червоної Армії. У 1946-1947 роках у Завидові починають селитися українці, депортовані (евакуйовані) з етнічних українських земель у Холмщині, Лемківщині, Бойківщині.

## Населення

### Мова
Розподіл населення за рідною мовою за даними перепису 2001 року:
| Мова       | Кількість | Відсоток |
| ---------- | --------- | -------- |
| українська | 94        | 100%     |